# Eparchia montrealska i kanadyjska
Eparchia montrealska i kanadyjska – jedna z ośmiu eparchii Rosyjskiego Kościoła Prawosławnego poza granicami Rosji, z siedzibą w Montrealu.
Zwierzchnikiem eparchii jest arcybiskup montrealski i kanadyjski Gabriel (Czemodakow), zaś główną świątynią – sobór katedralny św. Mikołaja w Montrealu.
Administratura powstała 12 października 1930 jako wikariat montrealski eparchii północnoamerykańskiej Rosyjskiego Kościoła Prawosławnego poza granicami Rosji. W 1936 wikariat został przekształcony w samodzielną eparchię, pod nazwą „montrealska i wschodniokanadyjska”. W 1957 zmieniono nazwę eparchii na obecną.